# Минреп
Минре́п – стоманено, конопено или капроново въже или верига за закрепване на котвена морска мина към котвата ѝ и фиксирането ѝ на определено разстояние от повърхността на водата. За спазване на определената дълбочина на потапяне, независимо от релефа на дъното, минреп се намотава на макара (шпула).
„Минреп“ – клас миночистачи и име на главния кораб на серия във ВМС на Руската империя и СССР. Това е първата серия съдове, специално предназначени за тралене (минна зачистка, премахване на минни заграждения).